# Giovanni Domenico Ripalta
Giovanni Domenico Ripalta (* 16. Jahrhundert in Monza; † 17. Jahrhundert ebenda) war ein italienischer Organist und Komponist.

## Leben und Werk
Giovanni Domenico Ripalta war in der zweiten Hälfte des 16. Jahrhunderts Kapellmeister und Organist an der Kirche S. Giovanni Battista in Monza. In den Jahren um 1570 erreichte er als Organist den Höhepunkt seiner Berühmtheit. Damals hörte ihn König Heinrich III. von Frankreich in Monza und versuchte ihn dazu zu bewegen, nach Frankreich umzusiedeln. Ripalta schlug aus Liebe zu seiner Vaterstadt dieses Angebot aus und wirkte bis zu seinem Tode in Monza.
Ripalta komponierte mehrere Messen. Eine Messe für fünf Stimmen wurde 1629 in Mailand gedruckt. Einer seiner Schüler war der Organist und Komponist Francesco della Porta.